# Kipper (vervoermiddel)

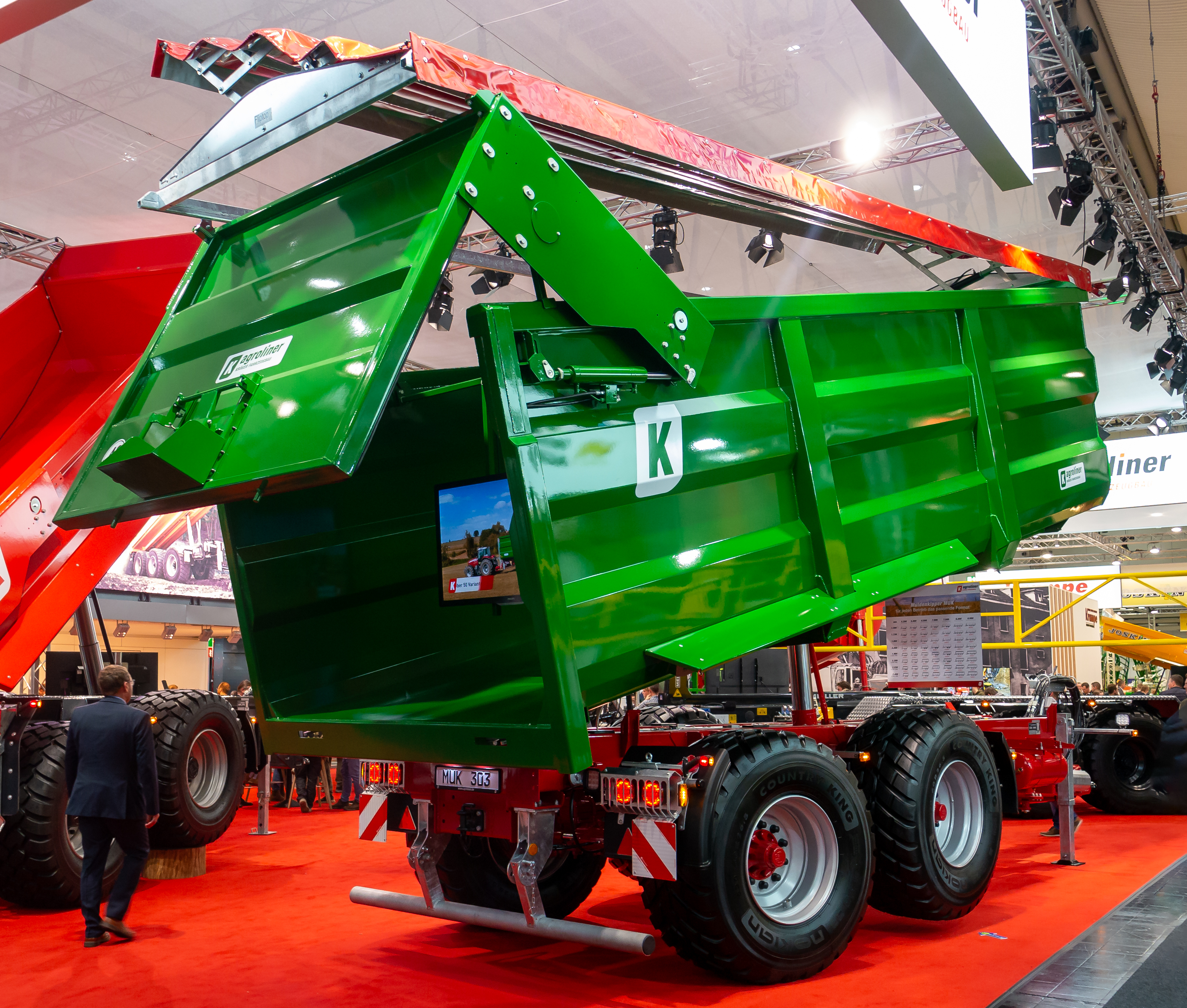
Monocoque tandemkipper met een hydraulisch openende achterdeur met graanschuif. Let ook op het afdekzeil dat via een hydraulisch stangenmechanisme opent.

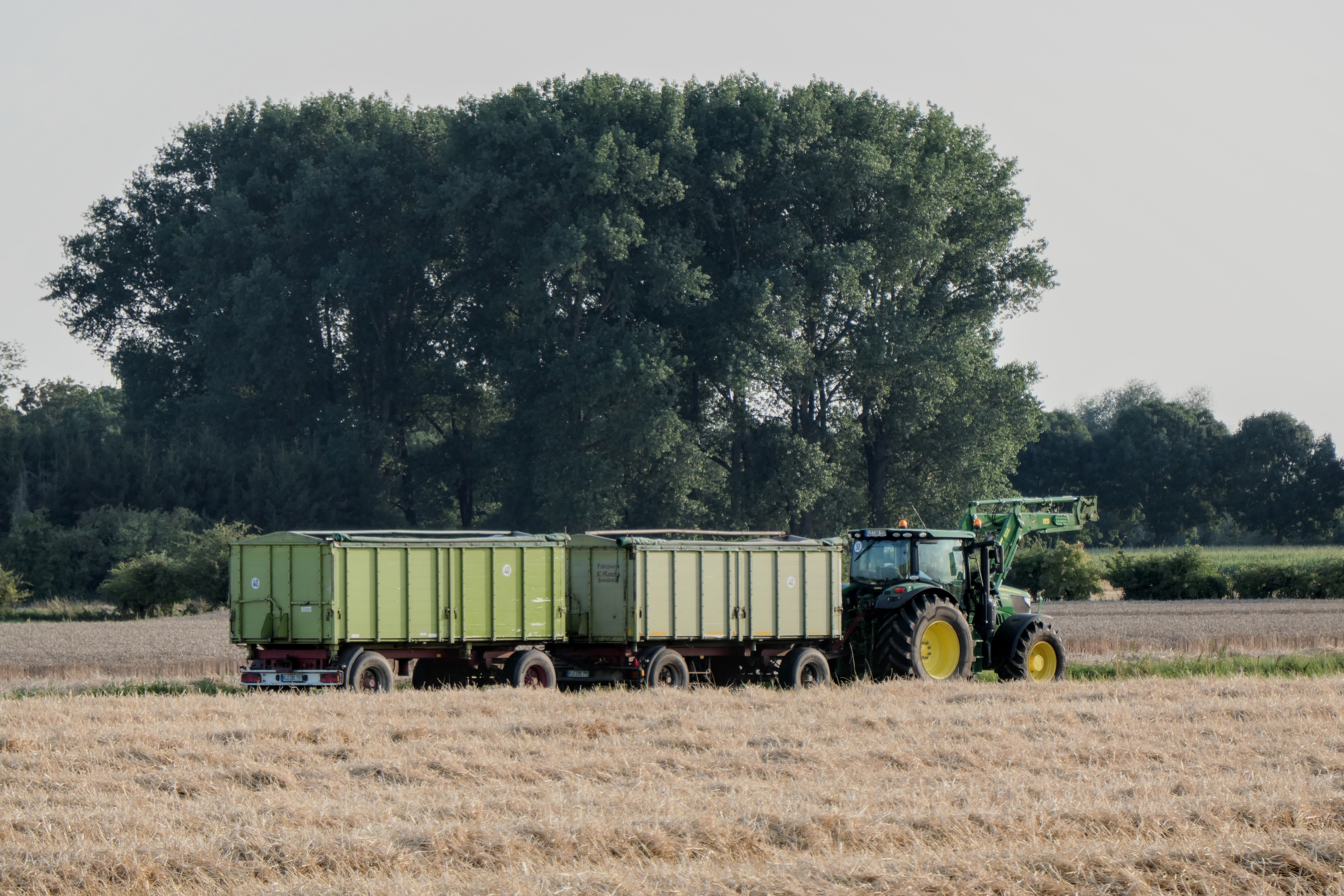
Twee driezijdige kippers met dubbele as (draaikrans bovenop voorste as) geconnecteerd via een vangmuilkoppeling

Een (landbouw)kipper, kipkar of kipwagen is een vervoermiddel, meer specifiek een aanhangwagen, die in de (land)bouw wordt gebruikt om bulkgoederen te transporteren en al kantelend te lossen. Het transportmiddel is in feite niets anders dan een zelflossende, gemoderniseerde kar of (los)wagen. In tegenstelling tot een kiepauto vereist een kipper een apart motorvoertuig voor zijn voortbeweging. Daarom is een kipper altijd uitgerust met een koppelingsmechanisme dat de verbinding met het motorvoertuig mogelijk maakt.
Allerhande goederen, zoals gewassen voor landbouwers, kunststofgranulaat voor industriële processen en grondstoffen voor bouwwerkzaamheden, worden bovenin de laadbak van een kipper gestort. Dit gebeurt bijvoorbeeld door een maaidorser in de landbouw, een silosysteem in de industrie of een graafmachine in de wegenbouw. De bulkgoederen worden vervolgens dankzij de kipper zijn onderstel op luchtbanden naar de gewenste locatie vervoerd. Voor lange transportafstanden wordt een kipperoplegger in combinatie met een trekker gebruikt, terwijl op onverharde terreinen een tractor met een kipper als aanhangwagen wordt ingezet. Op de eindbestemming wordt de lading gelost door de laadbak aan de voor- of zijkant te kantelen. Een kipper is uitgerust met een mechanisme, meestal een hydraulisch aangestuurde telescopische kipcilinder, waardoor de laadbak vanuit een horizontale toestand naar een schuine toestand wordt gebracht. Hierdoor schuift de lading uit de laadbak en wordt de lostijd aanzienlijk verkort.

De meeste werktuigen komen in drie uitvoeringen voor: zelfrijdend, getrokken of gedragen. Zelfrijdende werktuigen hebben een eigen motor die zorgt voor de voortbeweging van de machine. Getrokken of gedragen werktuigen vereisen een trekker of tractor om te kunnen bewegen. Een zelfrijdende kipper, beter bekend als een kiepauto, wordt veelal in de bouwsector gebruikt. Een getrokken kipper vereist een voertuig dat is uitgerust met een hydraulische pomp om de laadbak te kippen. Indien dit niet het geval is, moet een optionele hydraulische kippomp, aangedreven door de aftakas van de trekker of tractor, op de kipper worden gemonteerd. Samen met een trekker vormt de getrokken kipper een transporteenheid. Hoewel de zelfrijdende en getrokken uitvoeringen de meest gangbare zijn, bestaat de kipper ook in een gedragen uitvoering. In dat geval spreekt men niet van een kipper, maar van een (kantelbare) grondbak.

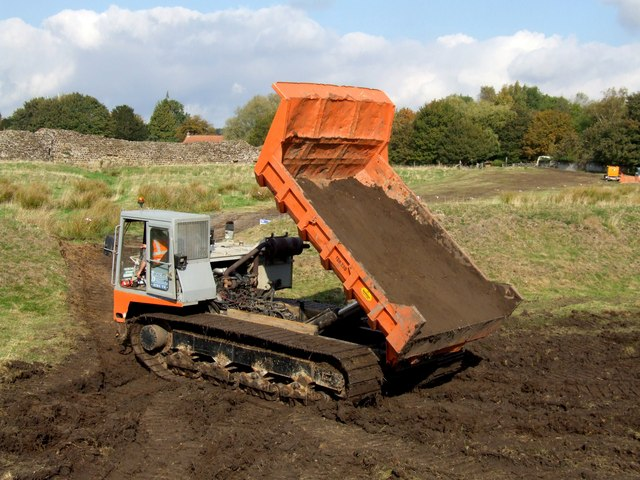
Zelfrijdende kipper; kiepauto met rupsbanden
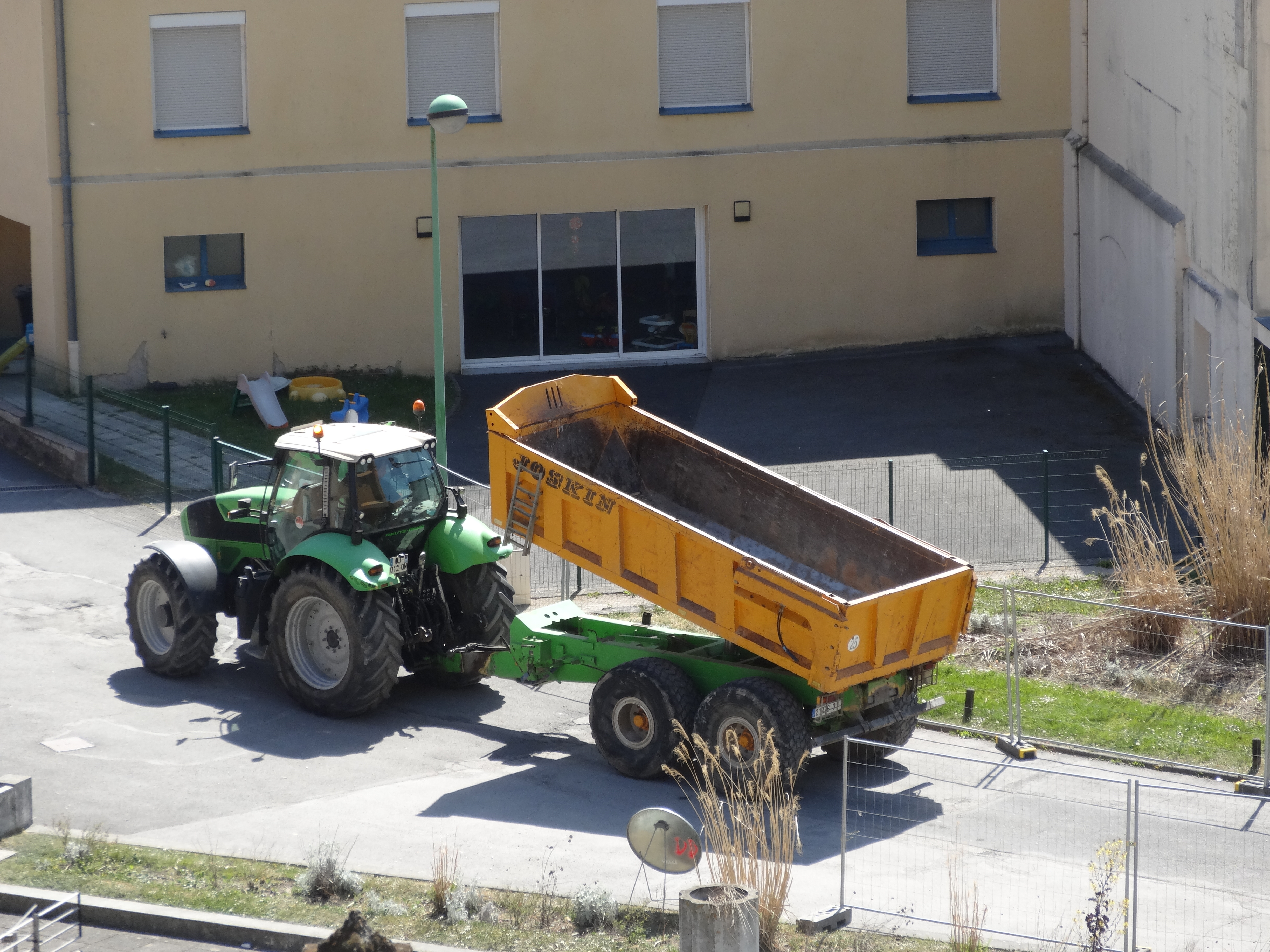
Getrokken monocoque tandemkipper
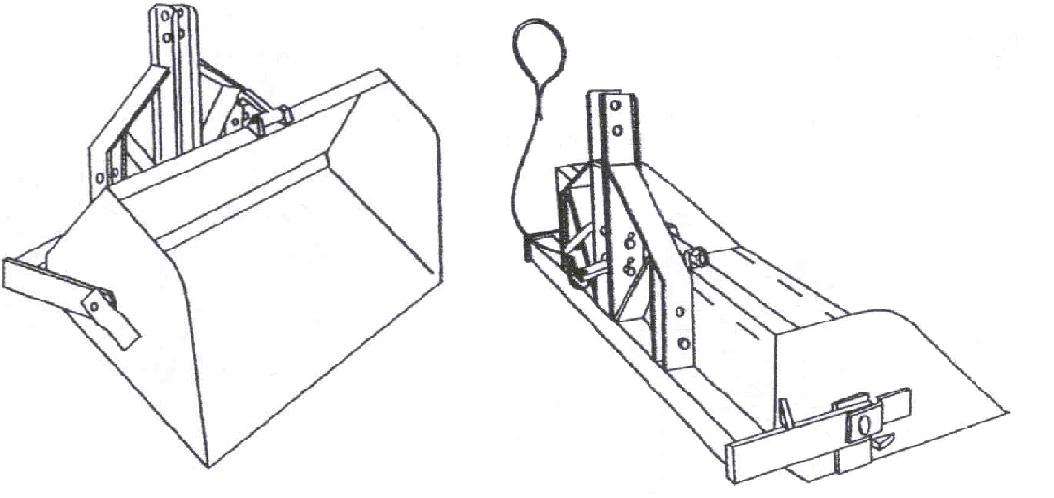
Gedragen kipper; grondbak

## Kipper als aanhangwagen

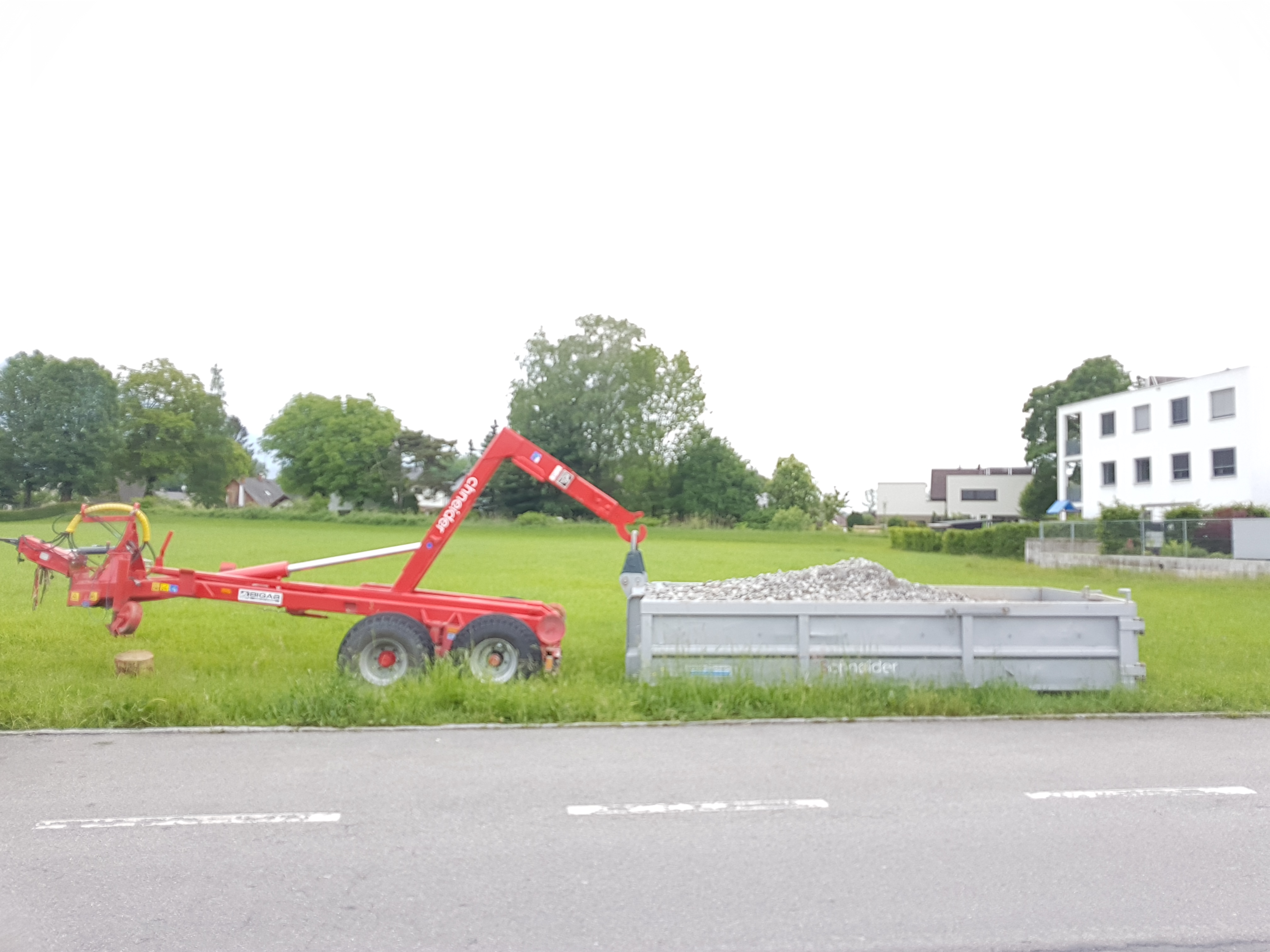
Tandemkipper als aanhangwagen met haakarmsysteem

Een kipper die als een aanhangwagen is uitgevoerd, bestaat uit een laadbak, een onderstel en een dissel. De dissel steekt vooraan uit en zorgt ervoor dat het onderstel gekoppeld kan worden aan een trekker. De laadbak met het hydraulisch kantelmechanisme is op het onderstel gemonteerd. Eventueel is een kipper uitgerust met een haakarmsysteem, ook wel containerhaaksysteem genoemd. Dit systeem maakt het mogelijk om de laadbak op en af het onderstel te plaatsen. De grootte van de laadbak, gemiddeld tussen de anderhalve en 40 kubieke meter, wordt grotendeels bepaald door het aantal assen van de kipper. De kleinste kippers zijn enkelassig, terwijl de meeste gangbare kippers een dubbele as hebben, al dan niet met een draaikrans bovenop de voorste as. In het geval dat de kipper een dubbele as heeft zonder draaikrans, waardoor de twee assen direct achter elkaar geplaatst zijn, is er sprake van een tandemkipper. Grote kippers hebben drie assen, ook hier al dan niet uitgevoerd met een draaikrans bovenop de voorste as. Figuren I en II tonen beiden gevallen. Men kan ook meerdere kippers achter elkaar hangen via bijvoorbeeld een vangmuilkoppeling, die achterop het onderstel van de kipper, zit zoals weergegeven in figuur III. Kippers met twee of drie assen zijn vaak uitgerust met één of meerdere gestuurde assen. Dit betekent dat de wielen op de gestuurde as meedraaien in de richting waarin het trekkende voertuig beweegt. Hierdoor kan de draaicirkel van de transporteenheid sterk worden verkleind. Het transportvolume van de laadbak kan verder worden vergroot door het plaatsen van opzetschotten zoals weergegeven in figuur IV.

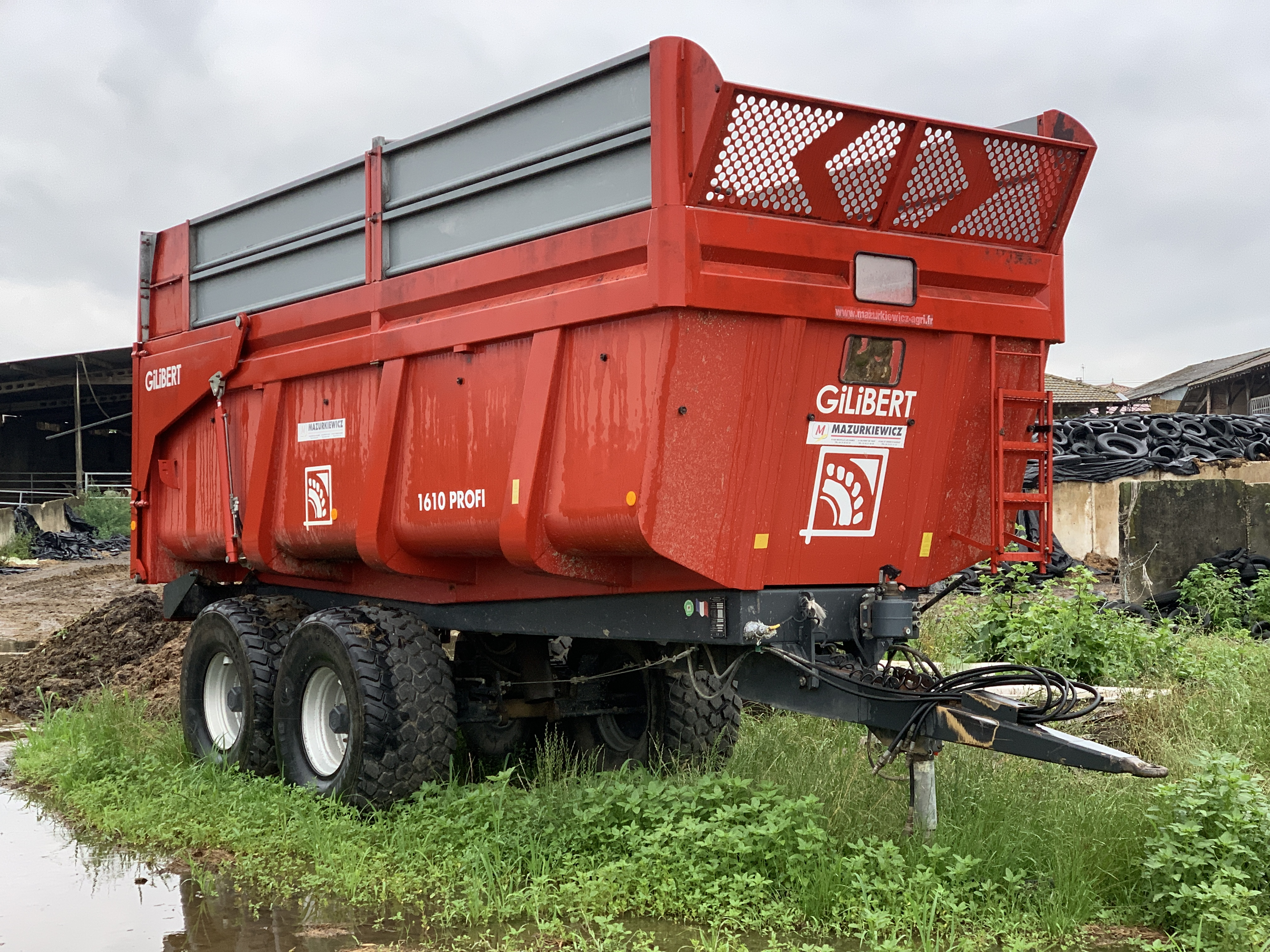
Monocoque tandemkipper met een hydraulisch openende achterdeur

### Monocoque kipper
De meeste kippers zijn monocoque-kippers. Dit betekent dat de laadbak uitsluitend naar achteren kan kantelen en niet zijdelings. Hierdoor kan de lading enkel via de achterdeur gelost worden. Er bestaan verschillende configuraties van deze achterdeur, die kort worden toegelicht.
Ten eerste zijn er zogenaamde wagondeuren, bestaande uit een of twee delen. Figuren V en VI tonen beide gevallen. Vaak worden deze achterdeuren handmatig opengedraaid.
Een tweede type, vooral nog gebruikelijk bij oudere kippers, is de mechanisch openende achterdeur, die uit één deel bestaat. Er is hierdoor geen hydraulisch systeem nodig om de achterdeur te heffen, aangezien de achterdeur via een stangenmechanisme gekoppeld is met het onderstel. Daardoor opent de achterdeur zodra de laadbak begint te kippen, zoals weergegeven in figuur VII. De achterdeur kan ook gesloten blijven wanneer de laadbak gekipt wordt; daarvoor moet eerst het stangenmechanisme tussen de achterdeur van de laadbak en het chassis worden ontkoppeld. De lading kan de laadbak dan via de optionele wagondeuren of een graanschuif verlaten.
Een derde achterdeurconfiguratie bestaat uit een simpele klep met een bovenscharnier, ook wel ééndelige klepdeur genoemd. De achterklep opent wanneer de laadbak omhoog kantelt omdat de inhoud van de lading door de zwaartekracht tegen de achterklep duwt. Deze configuratie van achterdeuren wordt vaak gebruikt bij grondverzetkippers zoals getoond in figuur VIII.
Een combinatie van de ééndelige klepdeur met bovencharnier en de wagondeur is een dubbelwerkende achterdeur die vaak gebruikt wordt bij kipperopleggers. De scharnierende wagondeur(en) zit(ten) hierbij op de ééndelige klepdeur gemonteerd.

Een laatste, veelgebruikte achterdeurconfiguratie is de hydraulische achterdeur. Via hydraulisch gestuurde cilinders kan de achterdeur geopend worden, ongeacht de toestand waarin de laadbak zich bevindt. Een hydraulisch gestuurde achterdeur maakt het mogelijk om de achterdeur lichtjes te openen, terwijl de laadbak volledig gekipt is. Hierdoor kan de inhoud van de laadbak op een zeer geleidelijke manier gelost worden.

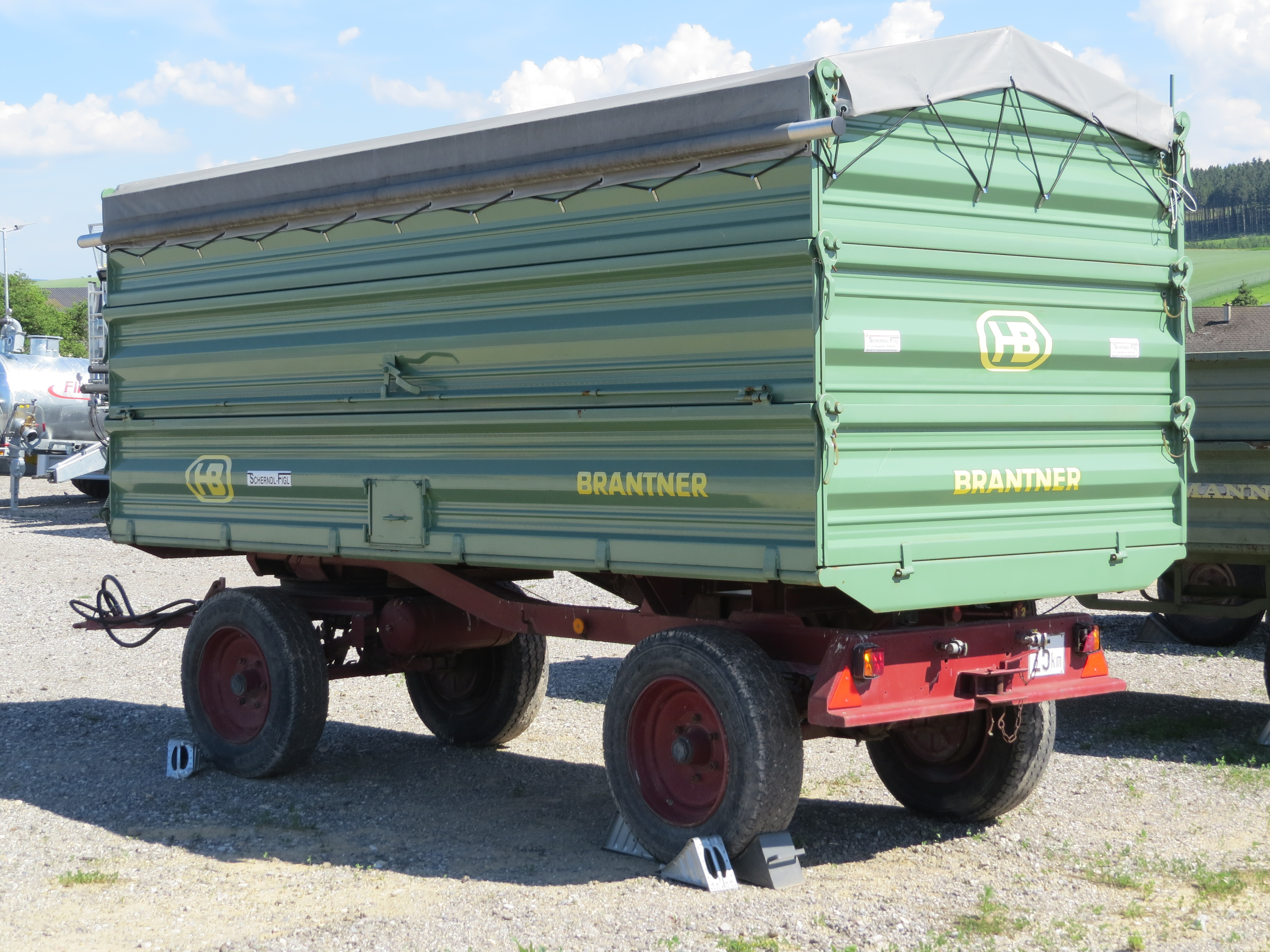
Driezijdige kipper met dubbele as (draaikrans bovenop voorste as) en ééndelige klepdeuren

### Driezijdige kipper
Naast monocoque-kipwagens zijn er ook driezijdige kippers, ook wel dwarskippers genoemd, die vooral voor losgestort graan worden gebruikt en die zijdelings kunnen kippen. Er is dus een kipsysteem voorzien voor de linker-, rechter- en achterzijde. De eenvoudigste manier om dit te realiseren is door vier bolscharnieren op de onderste hoekpunten van de laadbak te bevestigen, die de laadbak stevig met het onderstel verbinden. Als men de laadbak naar achteren wil kantelen, worden de bolscharnierverbindingen aan de voorzijde van de kipper losgemaakt, waardoor de kipcilinder de laadbak uitsluitend naar achteren kan kantelen. Als men aan de linkerkant wil kippen, worden de bolscharnierverbindingen aan de rechterkant losgemaakt, waardoor de kipcilinder de laadbak uitsluitend naar links kan kantelen. Dit systeem is uitgelicht in de externe link.
De inhoud van een driezijdige kipper kan via de achterzijde worden gelost, hetzij door een wagondeur of door een ééndelige klepdeur met een boven- of onderscharnier. Daarnaast kan de inhoud zijdelings worden geleegd, hetzij door een wagondeur, een hydraulische deur of een ééndelige klepdeur met een boven- of onderscharnier.

## Kipperoplegger

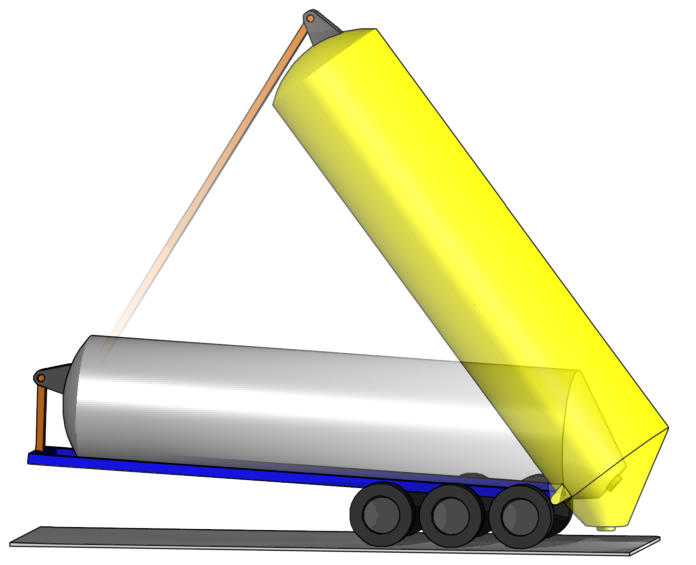
Drieassige kipperoplegger uitgevoerd als silokipper

Een getrokken kipper kan uitgerust zijn met een dissel (vaak voortgetrokken door een tractor) of met een kingpin. Een kipper met een kingpin wordt een kipperoplegger genoemd. Deze variant van de kipper wordt voortgetrokken door een vrachtwagen via een koppelschotel of door een tractor met een dolly aanhanger. Kipperopleggers komen voornamelijk voor met een twee- of drieassig onderstel, al dan niet met gestuurde as(sen), en worden onder andere gebruikt voor het transport van bouwgrondstoffen zoals zand- of grindgranulaat. De inhoud van een kipperoplegger kan dan ook gemakkelijk 65 kubieke meter bedragen.
Net als bij kippers die als aanhangwagens zijn uitgevoerd, kan de kipperoplegger in twee categorieën worden opgesplitst: enerzijds de monocoque-constructies die uitsluitend achterwaarts kippen toelaten, en anderzijds de dwarskip-constructies die zijdelings storten toelaten. Figuren IX en X tonen beide gevallen

### Silokipperoplegger
Monocoque-kipperopleggers, waarbij de laadruimte uit een gesloten tank bestaat – vaak silokippers of silo-opleggers genoemd – worden gebruikt voor het bulktransport van vloeibare producten met een hogere viscositeit. Het kippen van de tank is dan nodig voor het lossen van de inhoud, waarbij een compressor de laadruimte onder druk brengt zodat het product met lucht “vloeibaar” wordt gemaakt en makkelijker kan worden gelost. Kipperopleggers worden ook veelvuldig gebruikt in de landbouw voor het transport van tarwe of suikerbieten. Vaak brengt een overlaadwagen het geoogste gewas van de akker naar de perceelrand of weg, waar de vrachtwagen met kipperoplegger op zijn beurt staat te wachten.

## Galerij

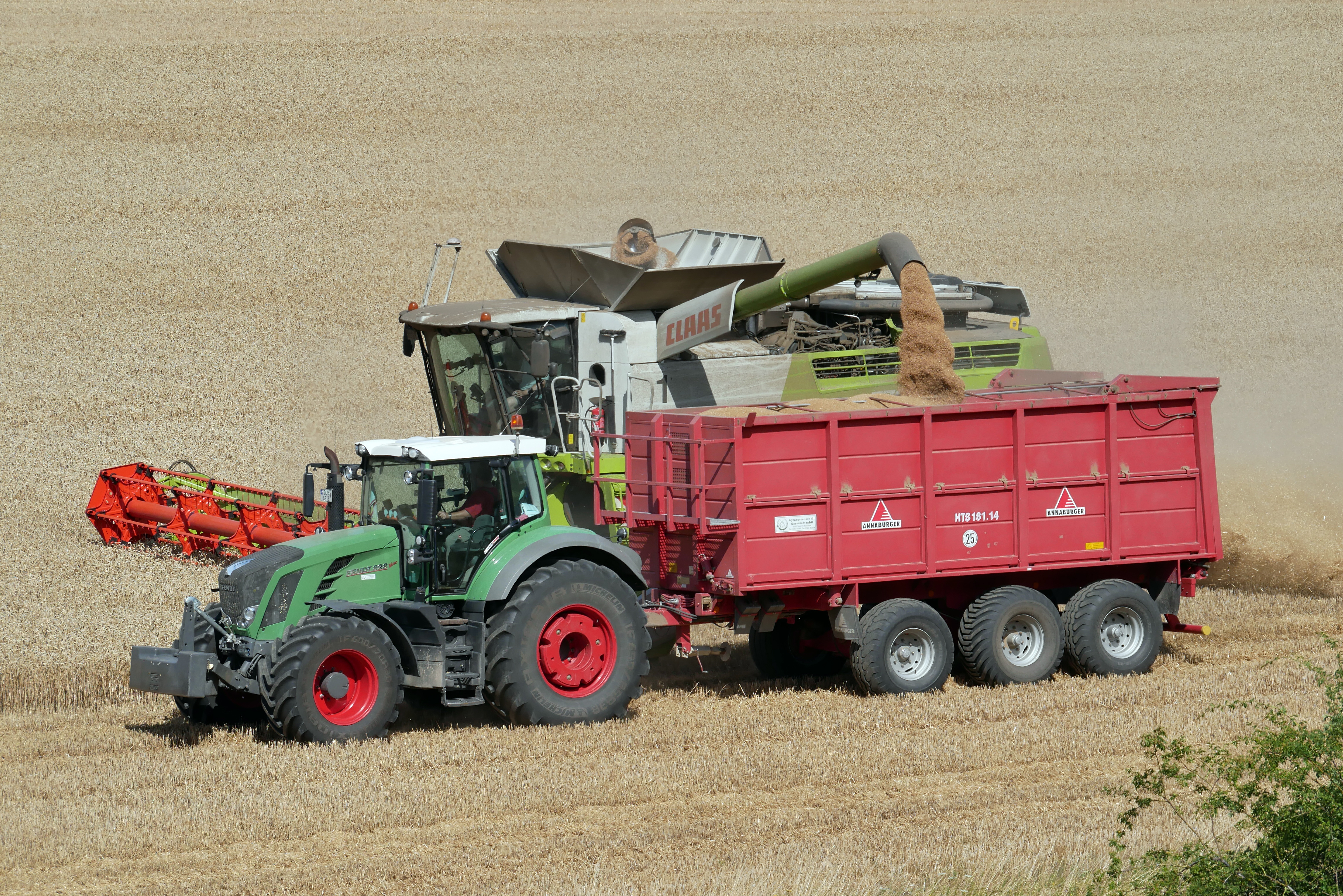
Figuur I: drieassige monocoque kipper met hydraulische achterdeur
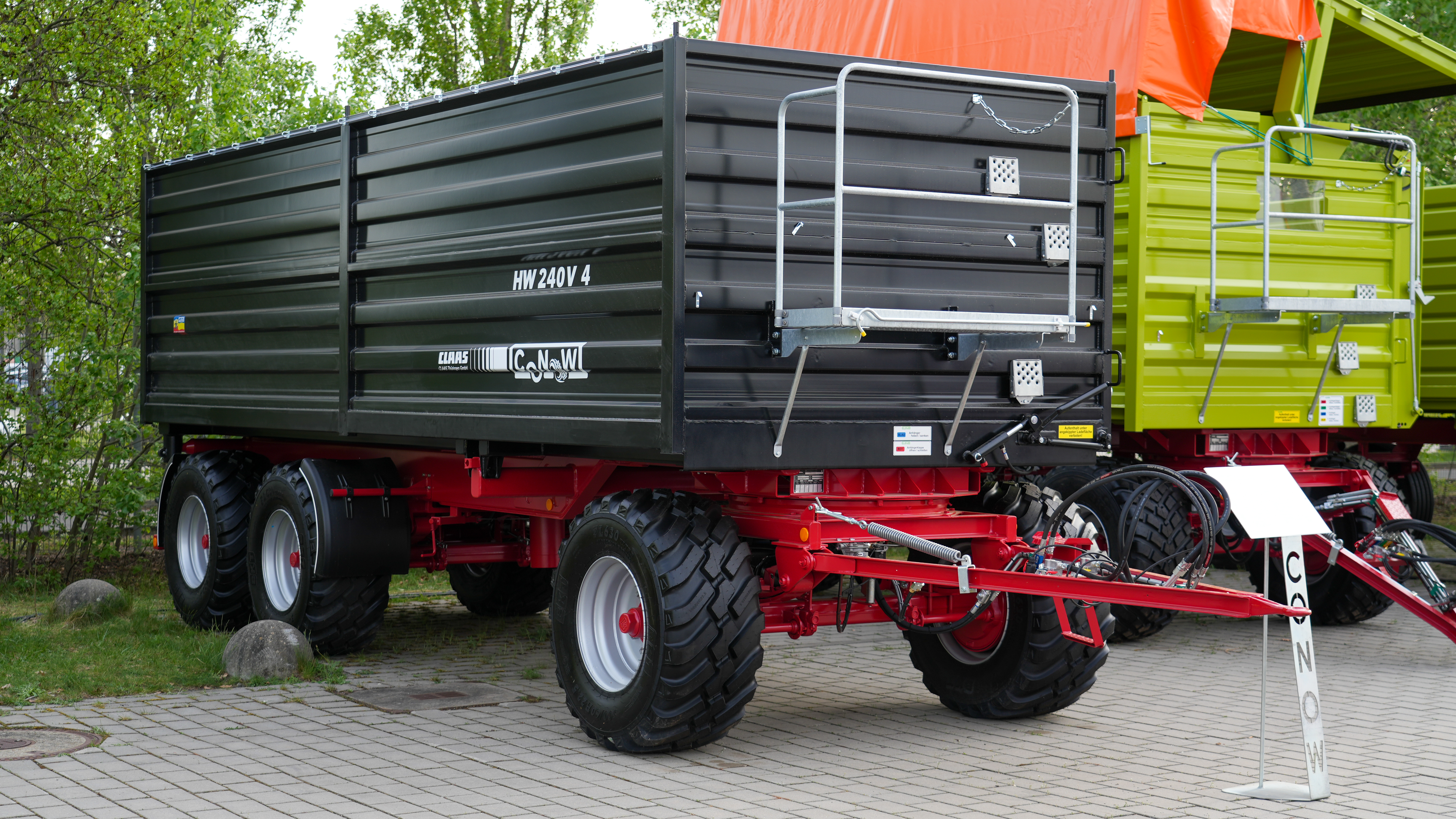
Figuur II: drieassige driezijdige kipper (draaikrans bovenop voorste as). Let op de zilverkleurige loopbrug aan de voorwand en op de zijdelings openende hydraulische deur van de groene kipper in de achtergrond
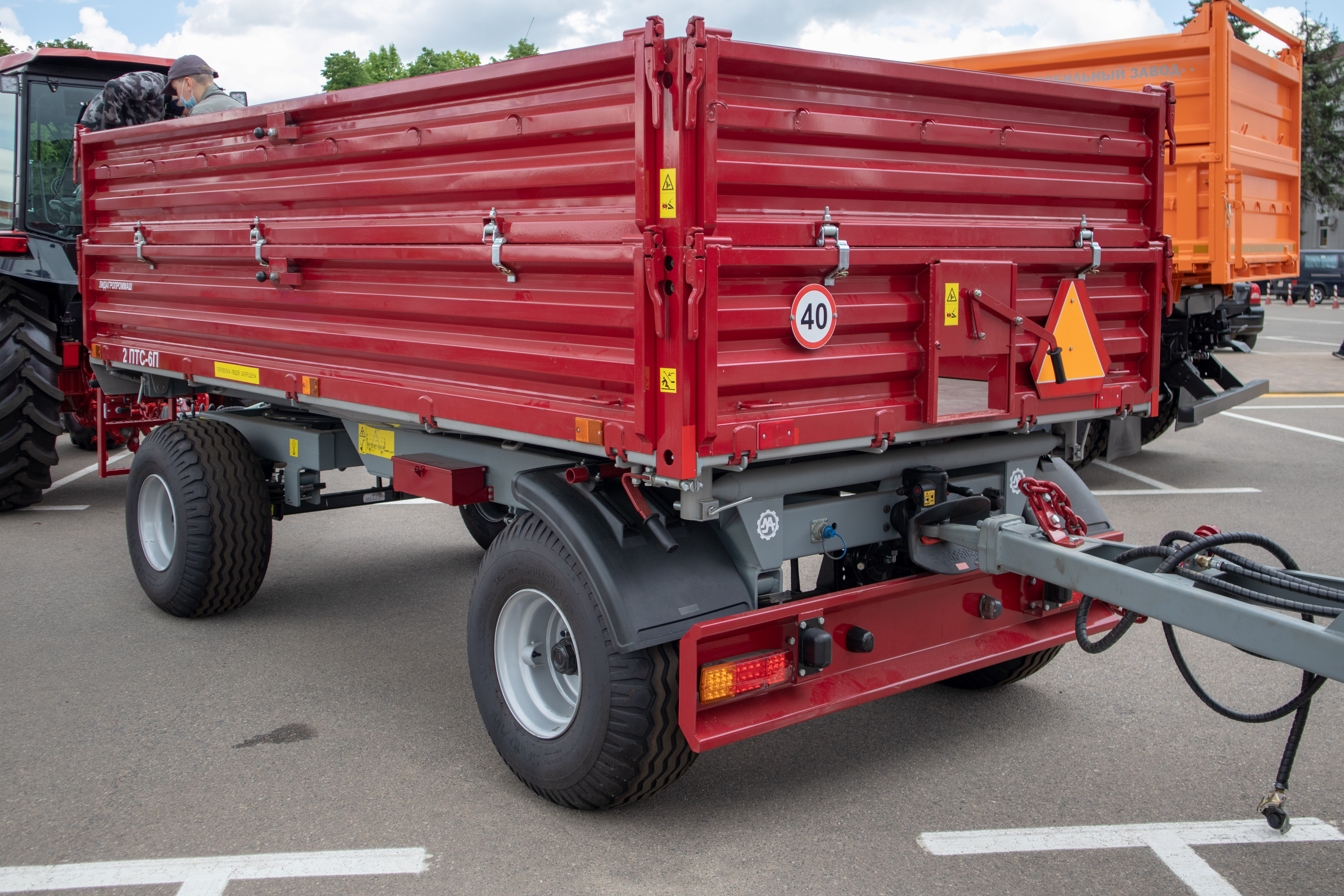
Figuur III: driezijdige kipper met dubbele as (draaikrans bovenop voorste as) en ééndelige klepdeuren met achterop een vangmuilkoppeling waaraan de dissel van de tweede aanhanger hangt
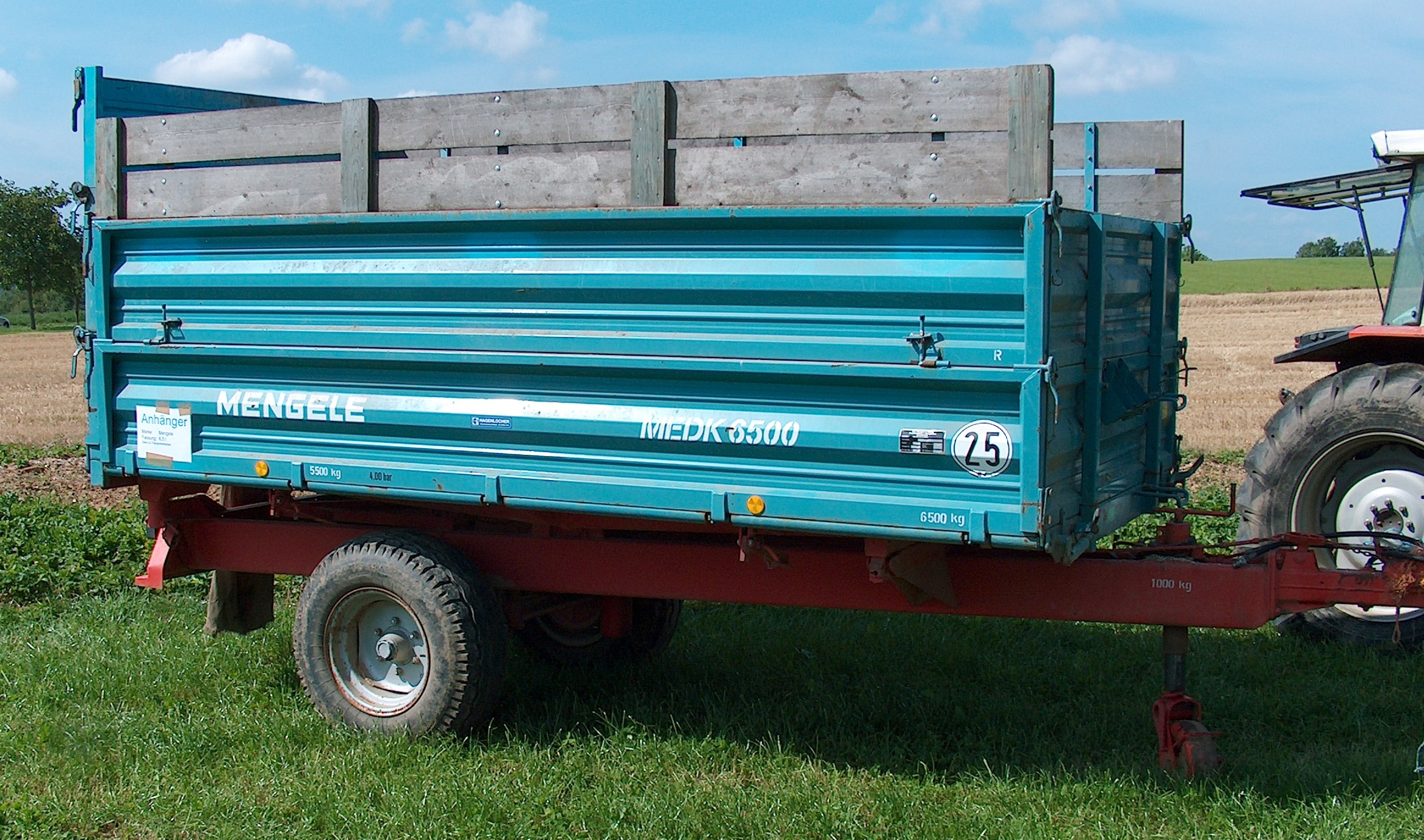
Figuur IV: enkelassige driezijdige kipper met ééndelige klepdeuren. Let op de houten opzetschotten aan de linker- en rechterzijde.
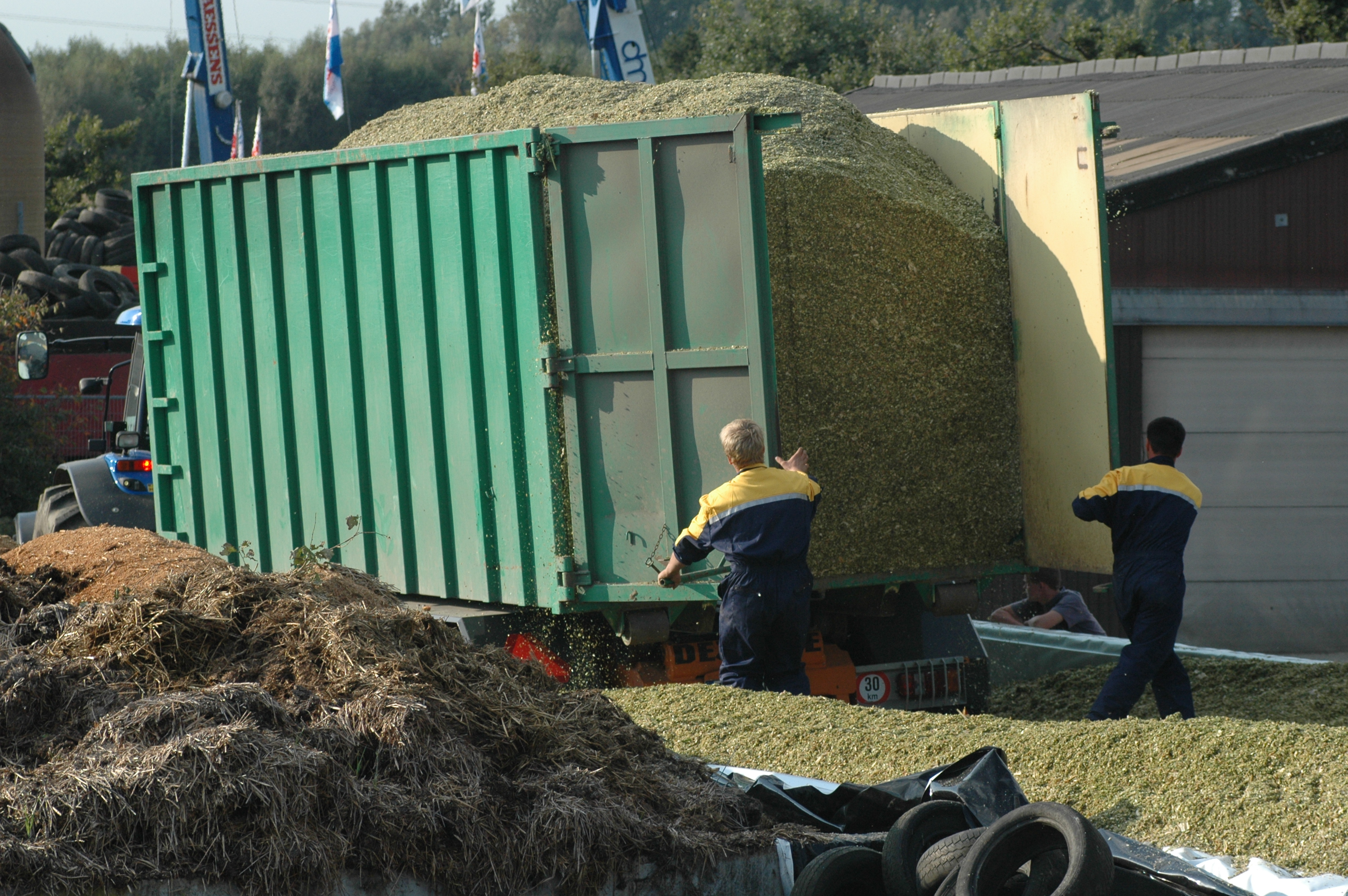
Figuur V: monocoque-kipper met wagondeur die men manueel moet opendraaien
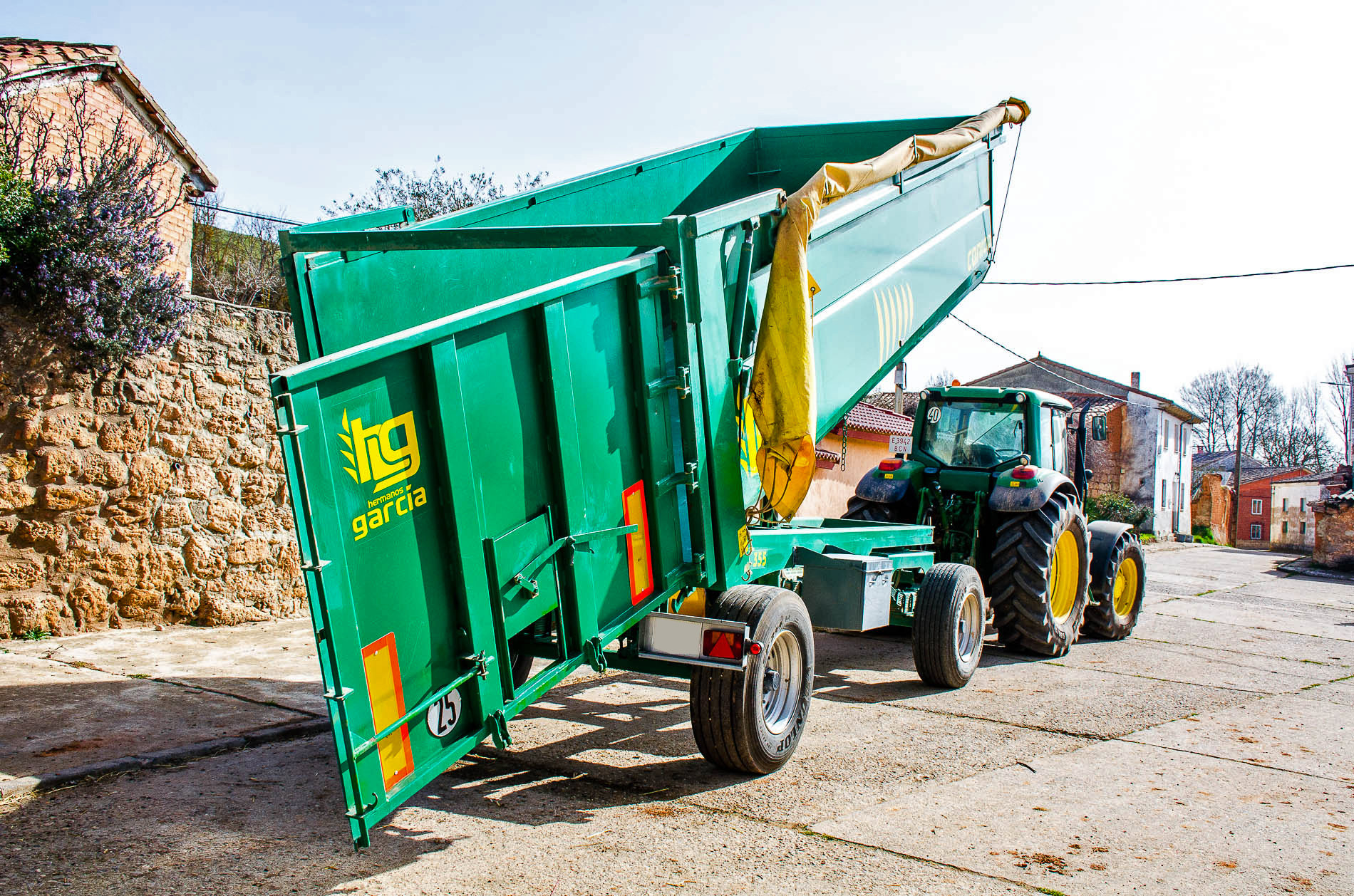
Figuur VI: monocoque kipper met twee assen (draaikrans bovenop voorste as) en een hydraulisch openende achterdeur waarop een eendelige wagondeur met graanschuif zit. Let ook op het manueel afdekzeil
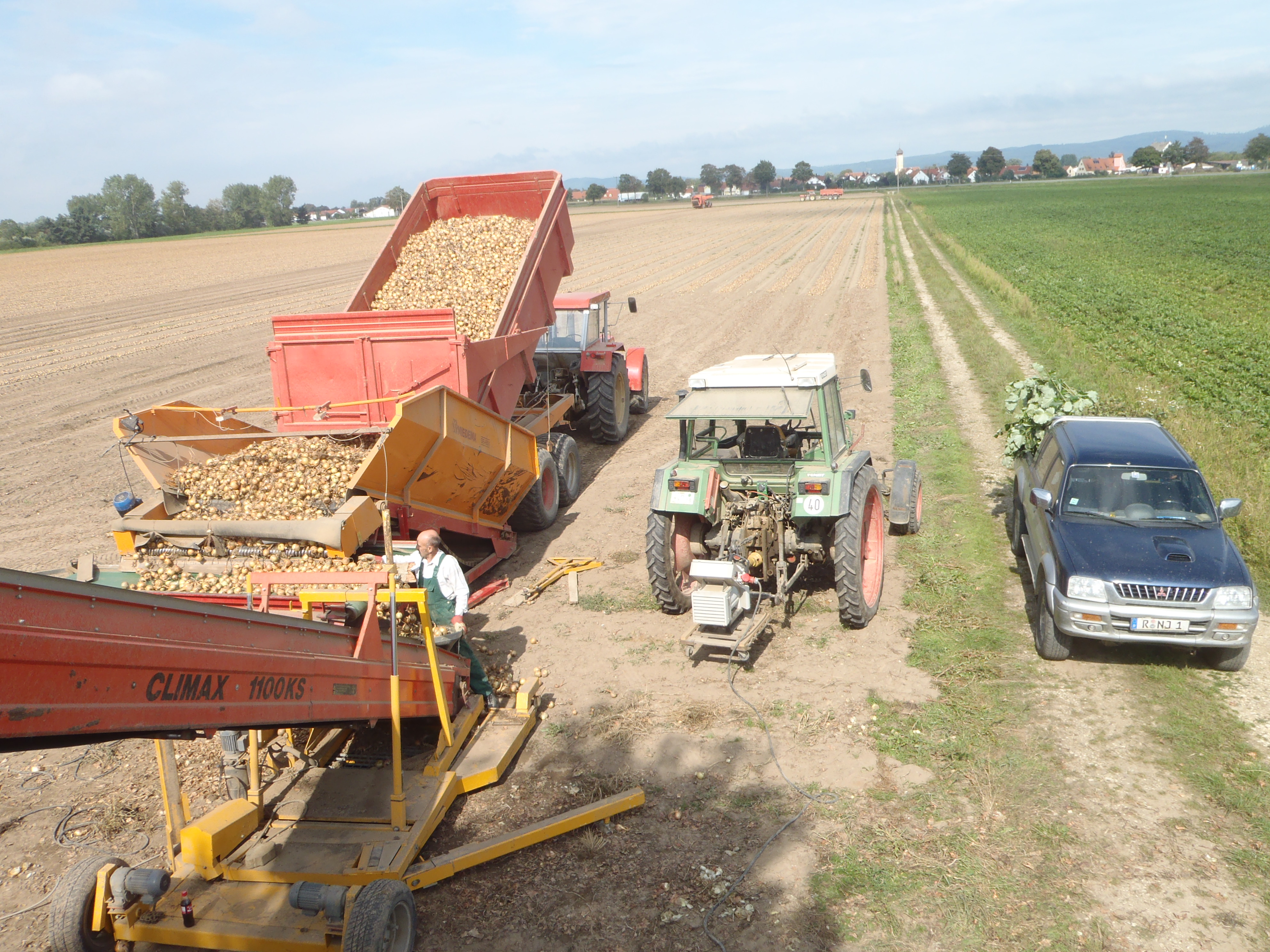
Figuur VII:  monocoque tandemkipper met mechanische achterdeur. Let op het stangenmechanisme dat de laadbak koppelt met het onderstel
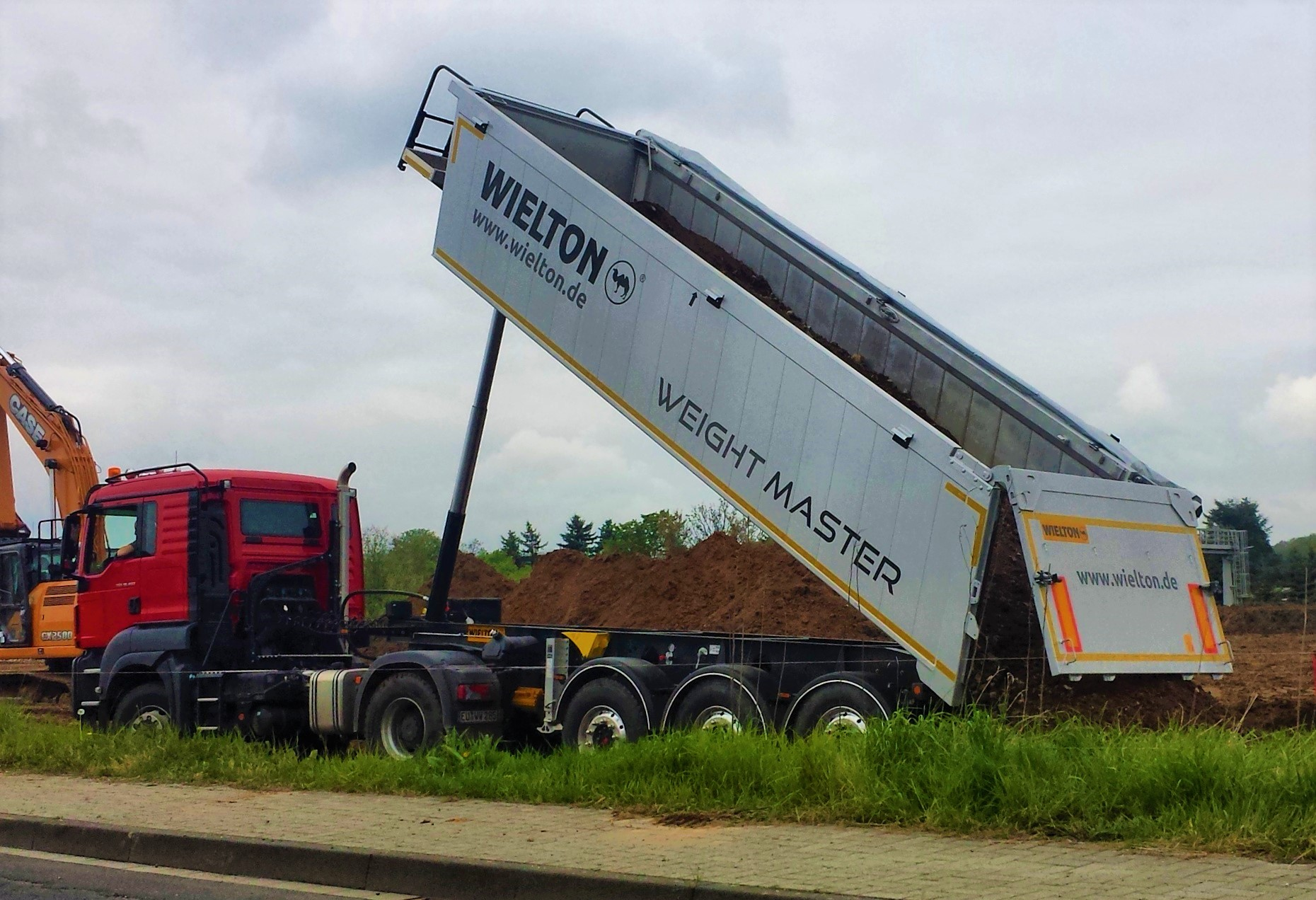
Figuur VIII: drieassige kipperoplegger met ééndelige bovenscharnierende klepdeur. Zie ook de loopbrug aan de voorwand van de laadbak.
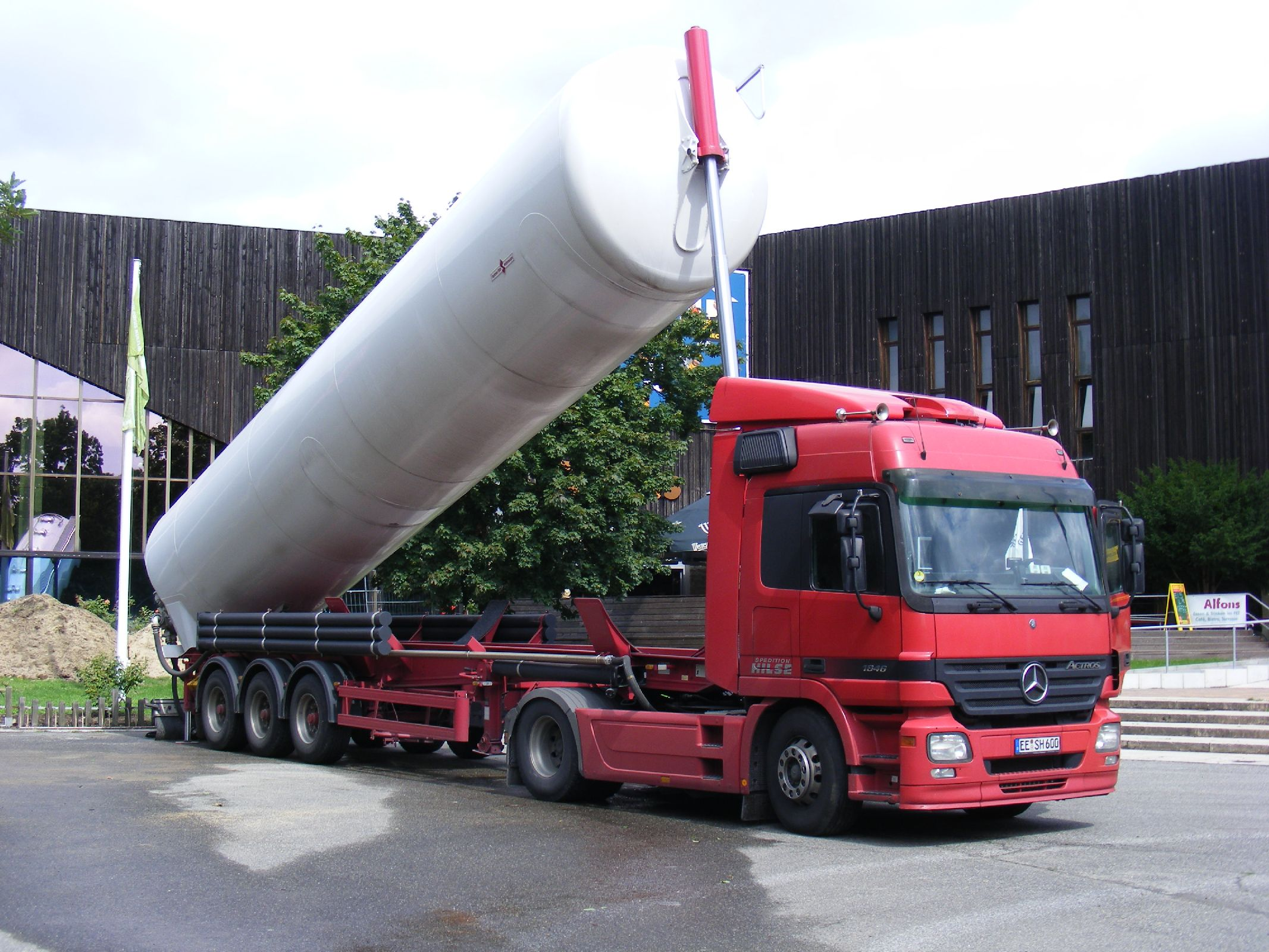
Figuur IX: Drieassige monocoque kipperoplegger uitevoerd als silokipper
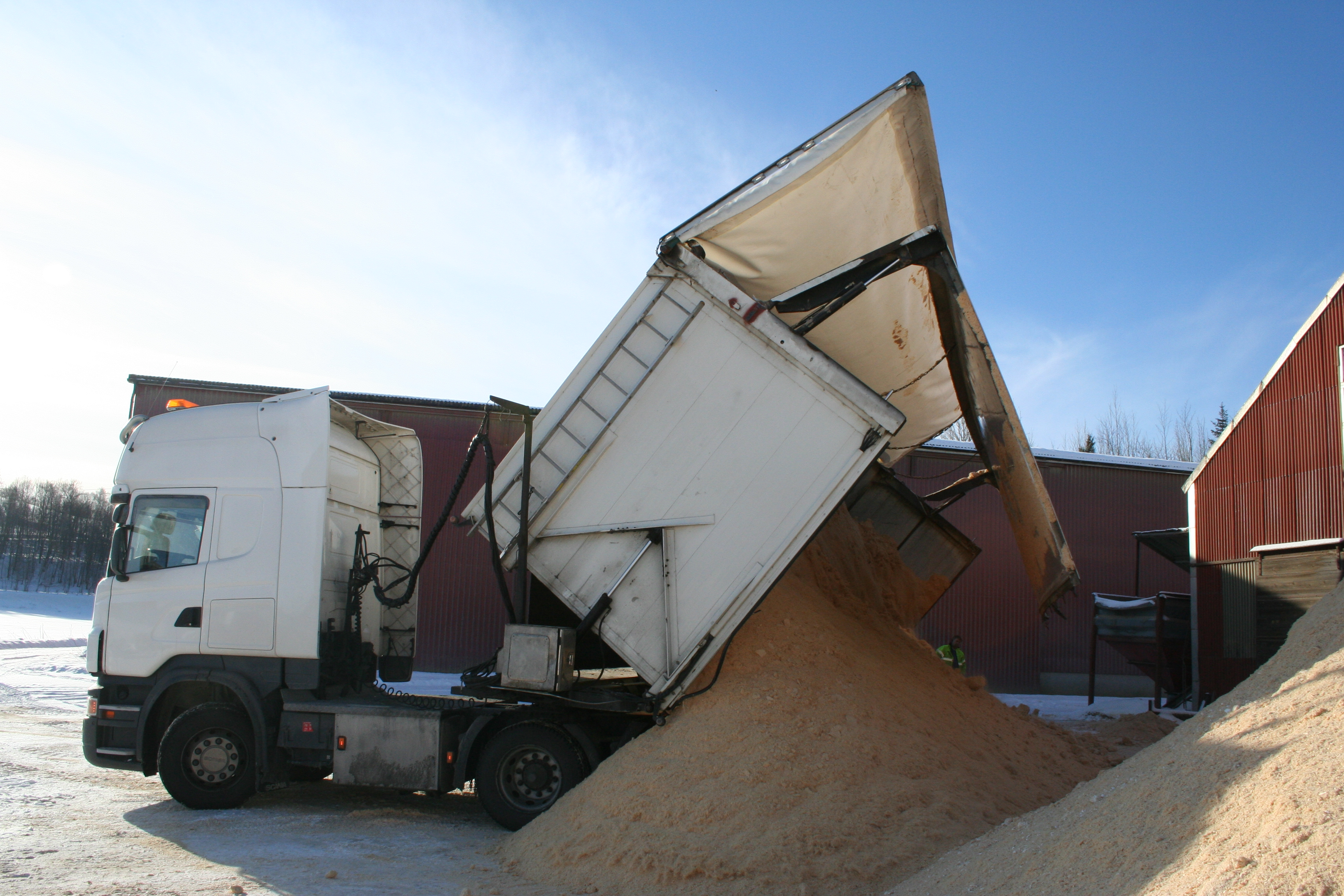
Figuur X: Kipperoplegger met zijdelings openende hydraulische deur
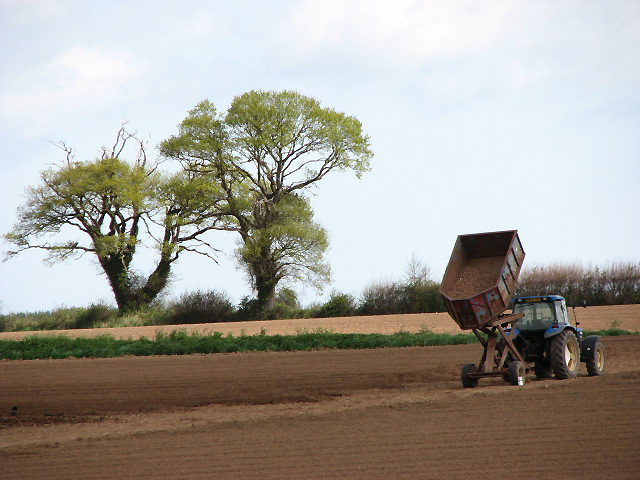
Enkelassige monocoque kipper met een hoogkippend systeem. De kipper, in dit geval een hoogkipper genoemd, gedraagt zich als een overlaadwagen.
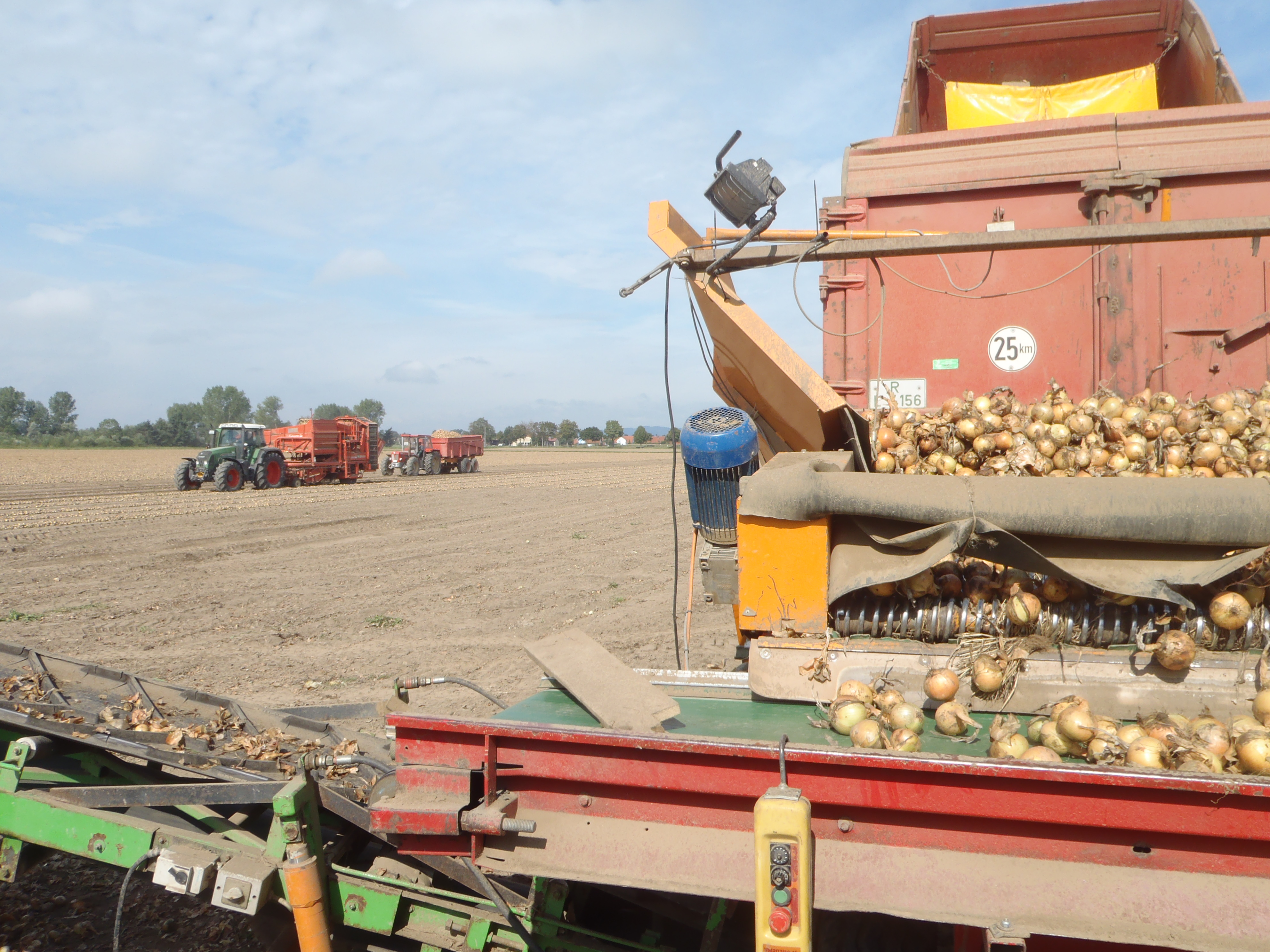
Monocoque tandemkipper met mechanische achterdeur in Regensburg, Duitsland. Let op het gele zeil in de kipper dat dienst doet als valbreker voor de ajuinen.
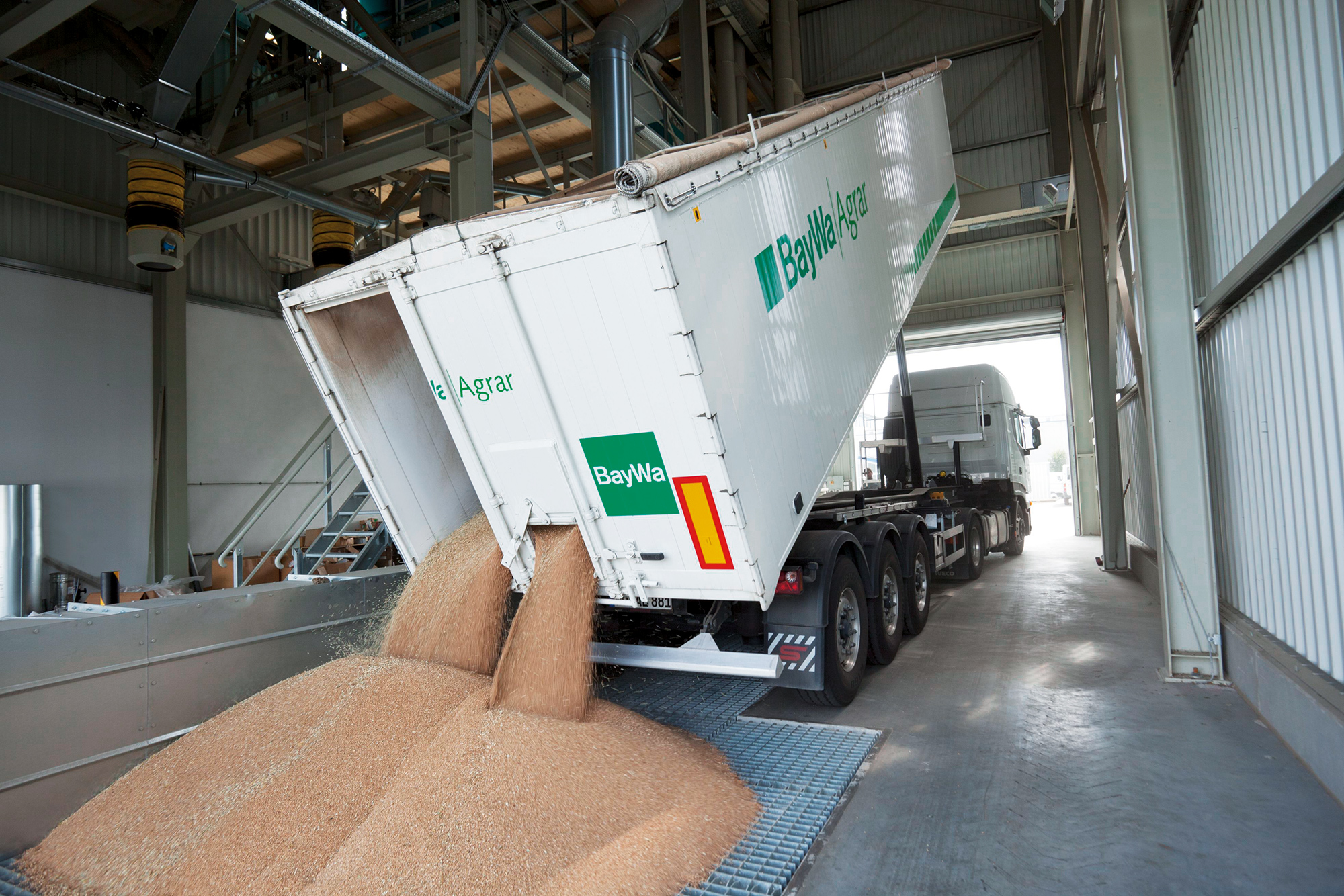
Drieassige kipperoplegger met tweedelige wagondeuren en een graanschuif. Deze graanschijf laat toe om fijne zaden of kunstmest geleidelijk via een kleine opening te lossen.
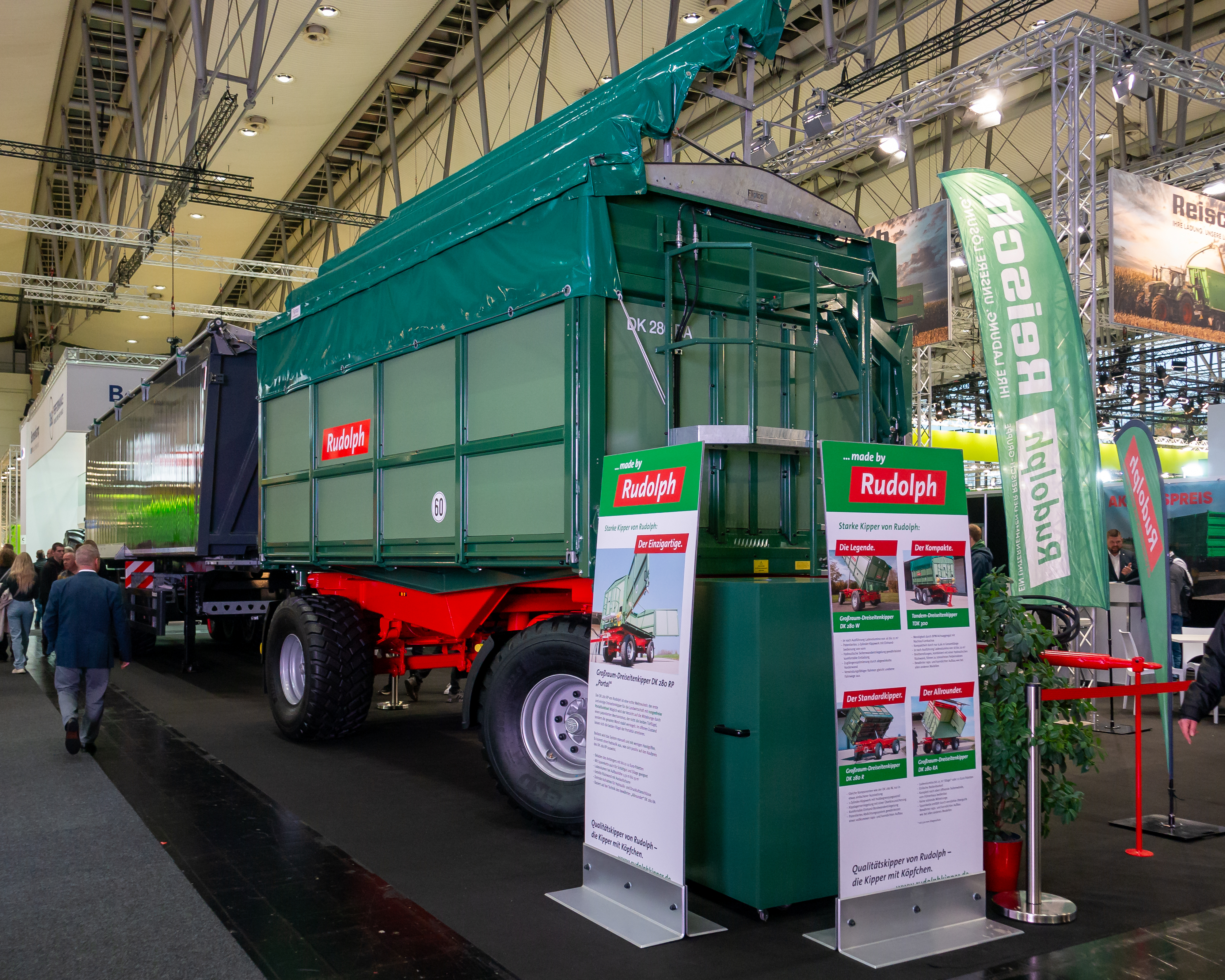
Driezijdige kipper met dubbele as (draaikrans bovenop voorste as). Let op de informatieborden ervoor; het linker toont een zijdelingse wagondeur, het rechter toont links bovenaan een ééndelige klepdeur met drie graanschuiven, rechts bovenaan een tandem driezijdige kipper, links onderaan het driezijdige kippen aan de rechterzijde, en rechts onderaan een hydraulische zijdeur.